# Элиас-Фаусту
Элиас-Фаусту (порт. Elias Fausto)  —  муниципалитет в Бразилии, входит в штат Сан-Паулу. Составная часть мезорегиона Кампинас. Входит в экономико-статистический  микрорегион Кампинас. Население составляет 15 555 человек на 2006 год. Занимает площадь 201,471 км². Плотность населения — 77,2 чел./км².

## История
Город основан 30 ноября 1944 года.

## Статистика
- Валовой внутренний продукт на 2003 составляет 239.519.244,00 реалов (данные: Бразильский институт географии и статистики).
- Валовой внутренний продукт на душу населения на 2003 составляет 16.193,58 реалов (данные: Бразильский институт географии и статистики).
- Индекс развития человеческого потенциала на 2000 составляет 0,768 (данные: Программа развития ООН).